# Ligue IDEA
IDEA League est l'alliance stratégique de cinq des universités européennes en science et technologie les plus reconnues. Le 6 octobre 1999, IDEA League fut créée par la signature d'une déclaration d'intention réunissant quatre universités européennes de profils proches : Imperial College de Londres, l'université de technologie de Delft (TU Delft), l'École polytechnique fédérale de Zurich (ETH Zürich) et l'université technique de Rhénanie-Westphalie à Aix-la-Chapelle (RWTH Aachen). Ces quatre universités avaient en commun une forte orientation vers la recherche ; chacune d'elles était, au niveau national, le principal vivier de diplômés de niveau master (et au-delà) en science et ingénierie. En 2006, ParisTech a rejoint cette alliance. L'abréviation IDEA est formée par la juxtaposition des initiales de chacun des membres fondateurs.
L'une des ambitions majeures d'IDEA League est de réaffirmer le rôle de l'Europe comme leader dans le domaine scientifique et technologique en créant des synergies entre les ressources académiques et les potentiels de recherche de ses membres.

## Membres actuels
| Institution                                                   | Localisation    | Fondation | Nombre total d’étudiants** |
| ------------------------------------------------------------- | --------------- | --------- | -------------------------- |
| École polytechnique Chalmers                                  | Göteborg        | 1829      | 11 000                     |
| Université de technologie de Delft                            | Delft           | 1842      | 27 000                     |
| École polytechnique fédérale de Zurich                        | Zurich          | 1855      | 24 000                     |
| Université technique de Rhénanie-Westphalie à Aix-la-Chapelle | Aix-la-Chapelle | 1870      | 46 000                     |
| École polytechnique de Milan                                  | Milan           | 1863      | 47 000                     |

## Anciens membres
Note: **doctorants compris, statistiques valables pour 2020 site de l'IDEA league
| Institution             | Localisation | Fondation | Entrée | Sortie | Nombre total d’étudiants** |
| ----------------------- | ------------ | --------- | ------ | ------ | -------------------------- |
| ParisTech               | Paris        | 1991      | 2006   | 2013   | 22 120                     |
| Imperial College London | Londres      | 1907      | 1999   | 2012   | 20 000                     |